# Sony SmartWatch 3
Il Sony Smartwatch 3 SWR50 è uno smartwatch prodotto dalla multinazionale giapponese Sony, messo in vendita dal 2015.

## Hardware
Il dispositivo è dotato di Bluetooth 4.0, NFC, Wi-Fi, 512 MB RAM e 4 GB di eMMC. Ha protezione IP68 contro l'acqua, sensori di luce ambientale, accelerometro, bussola, giroscopio e GPS.

## Software
Sony Smartwatch 3 è dotato di Android Wear, versione per indossabili del sistema operativo Android.